# 多夫博伊埃恩
多夫博伊埃恩是奥地利萨尔茨堡州萨尔茨堡城郊县的一个市镇。总面积14.5平方公里，总人口1377人，人口密度95.0人/平方公里（2005年）。